# José Gabriel Funes

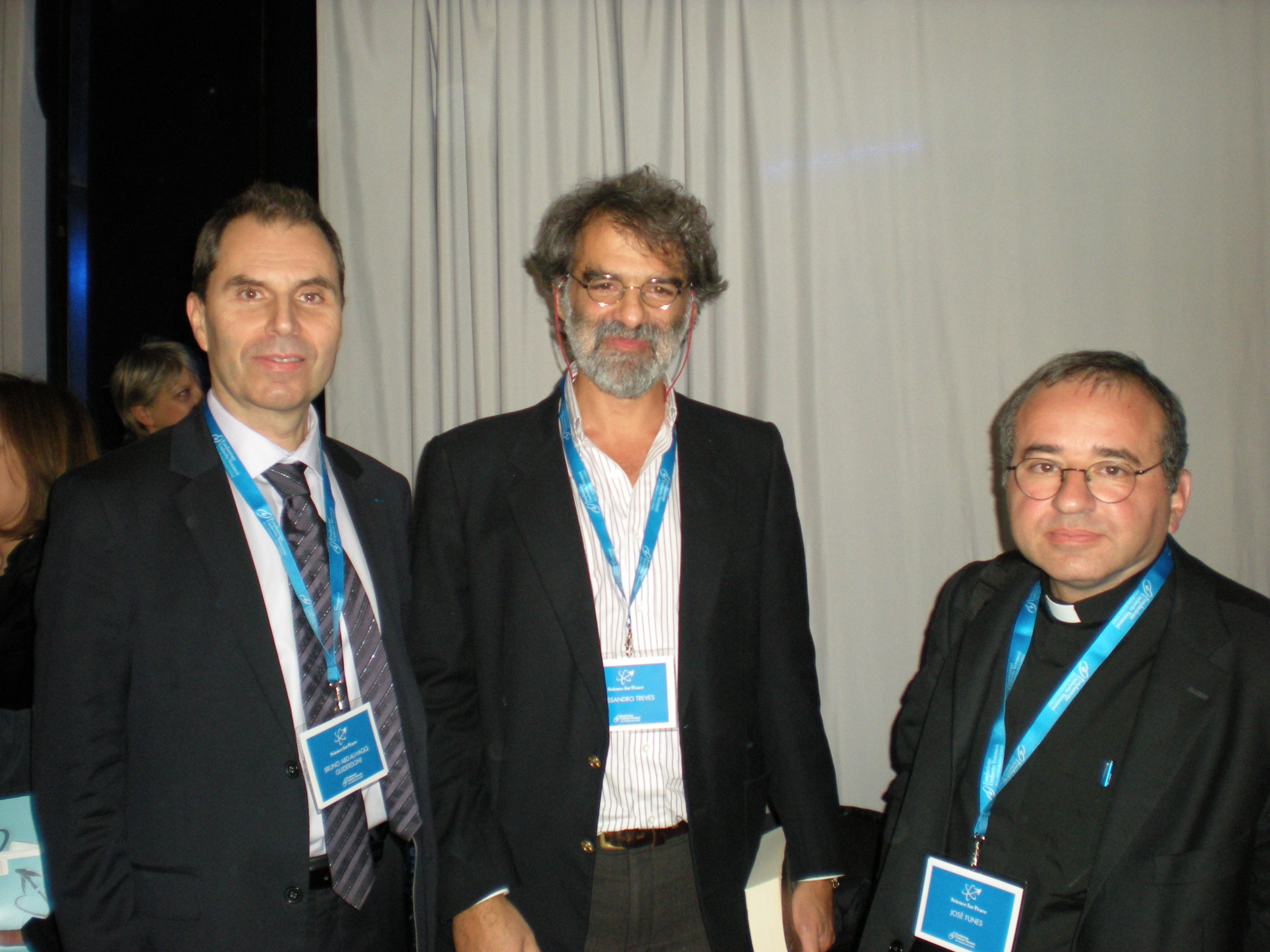
José Gabriel Funes, il primo a destra, con il neuroscienziato Alessandro Treves (al centro) della SISSA di Trieste e Bruno Guiderdoni (primo a sinistra) astrofisico francese, alla conferenza mondiale - Science for Peace - Università Luigi Bocconi - 15 e 16 novembre 2013

José Gabriel Funes (Córdoba, 31 gennaio 1963) è un gesuita e astronomo argentino, dal 2006 al 2015 direttore della Specola Vaticana.

## Biografia
Dopo essere entrato nella Compagnia di Gesù, nel 1995 è stato ordinato presbitero.

### Studi
Ha conseguito:
- 1985: laurea in astronomia all'università di Córdoba (Argentina).
- 1995: laurea in teologia all'Università Gregoriana.
- 1996: laurea in filosofia all'università di  El Salvador conseguita nella sede di Buenos Aires.
- 2000: dottorato di ricerca in astronomia all'Università di Padova.

## Incarichi
Nel 2000 è entrato come ricercatore alla Specola Vaticana occupandosi di:
- studio della cinematica e la dinamica dei dischi delle galassie,
- formazione delle stelle.

Dal 19 agosto 2006 è succeduto a padre George Coyne alla direzione della stessa istituzione.